# Lokalbahn Speyer–Neustadt
| |                     |                          |                          |
| Streckennummer (DB): | 3452                |                          |                          |
| Kursbuchstrecke (DB): | ex 282a             |                          |                          |
| Kursbuchstrecke: | 282k (1944, 1946)   |                          |                          |
| Streckenlänge: | 29,1 km             |                          |                          |
| Spurweite: | 1000 mm (Meterspur) |                          |                          |
| |                     |                          |                          |
| \| \| 0,0 \| Speyer Lokalbf (Lage) \| Speyer Lokalbf (Lage) \| \| \| \| B 9 \| \| \| \| \| B 39 \| \| \| \| 2,8 \| Dudenhofen (Lage) \| Dudenhofen (Lage) \| \| \| \| Speyerbach \| \| \| \| 7,0 \| Harthausen (Lage) \| Harthausen (Lage) \| \| \| \| Hainbach \| \| \| \| 9,7 \| Schwegenheim (Lage) \| Schwegenheim (Lage) \| \| \| 13,2 \| Weingarten (Lage) \| Weingarten (Lage) \| \| \| \| Kaltenbach \| \| \| \| 15,0 \| Freisbach (Lage) \| Freisbach (Lage) \| \| \| \| Modenbach \| \| \| \| 17,0 \| Gommersheim (Lage) \| Gommersheim (Lage) \| \| \| 18,9 \| Geinsheim (Lage) \| Geinsheim (Lage) \| \| \| 21,8 \| Duttweiler (Lage) \| Duttweiler (Lage) \| \| \| \| B 39 \| \| \| \| 25,4 \| Lachen-Speyerdorf (Lage) \| Lachen-Speyerdorf (Lage) \| \| \| \| A 65 \| \| \| \| 29,1 \| Neustadt Lokalbf (Lage) \| Neustadt Lokalbf (Lage) \| |                     |                          |                          |
| Kopfbahnhof Streckenanfang (Strecke außer Betrieb) | 0,0                 | Speyer Lokalbf (Lage)    | Speyer Lokalbf (Lage)    |
| Strecke mit Straßenbrücke (Strecke außer Betrieb) |                     | B 9                      | B 9                      |
| Strecke mit Straßenbrücke (Strecke außer Betrieb) |                     | B 39                     | B 39                     |
| Haltepunkt / Haltestelle (Strecke außer Betrieb) | 2,8                 | Dudenhofen (Lage)        | Dudenhofen (Lage)        |
| Brücke über Wasserlauf (Strecke außer Betrieb) |                     | Speyerbach               | Speyerbach               |
| Haltepunkt / Haltestelle (Strecke außer Betrieb) | 7,0                 | Harthausen (Lage)        | Harthausen (Lage)        |
| Brücke über Wasserlauf (Strecke außer Betrieb) |                     | Hainbach                 | Hainbach                 |
| Haltepunkt / Haltestelle (Strecke außer Betrieb) | 9,7                 | Schwegenheim (Lage)      | Schwegenheim (Lage)      |
| Haltepunkt / Haltestelle (Strecke außer Betrieb) | 13,2                | Weingarten (Lage)        | Weingarten (Lage)        |
| Brücke über Wasserlauf (Strecke außer Betrieb) |                     | Kaltenbach               | Kaltenbach               |
| Haltepunkt / Haltestelle (Strecke außer Betrieb) | 15,0                | Freisbach (Lage)         | Freisbach (Lage)         |
| Brücke über Wasserlauf (Strecke außer Betrieb) |                     | Modenbach                | Modenbach                |
| Haltepunkt / Haltestelle (Strecke außer Betrieb) | 17,0                | Gommersheim (Lage)       | Gommersheim (Lage)       |
| Bahnhof (Strecke außer Betrieb) | 18,9                | Geinsheim (Lage)         | Geinsheim (Lage)         |
| Haltepunkt / Haltestelle (Strecke außer Betrieb) | 21,8                | Duttweiler (Lage)        | Duttweiler (Lage)        |
| Strecke mit Straßenbrücke (Strecke außer Betrieb) |                     | B 39                     | B 39                     |
| Haltepunkt / Haltestelle (Strecke außer Betrieb) | 25,4                | Lachen-Speyerdorf (Lage) | Lachen-Speyerdorf (Lage) |
| Strecke mit Straßenbrücke (Strecke außer Betrieb) |                     | A 65                     | A 65                     |
| Kopfbahnhof Streckenende (Strecke außer Betrieb) | 29,1                | Neustadt Lokalbf (Lage)  | Neustadt Lokalbf (Lage)  |

Die Lokalbahn Neustadt–Speyer, auch Gäubahn, Gäubähnel oder Pfefferminzbähnel genannt, war eine durch das pfälzische Gäu führende meterspurige Lokalbahn von Speyer nach Neustadt an der Weinstraße. Sie wurde von 1905 bis 1908 in zwei Teilabschnitten eröffnet, um die Gemeinden im Gäu an das Eisenbahnnetz anzuschließen. 1956 wurden Personen- und Güterverkehr auf der Bahnstrecke eingestellt, die danach abgebaut wurde.

## Geschichte

### Bahnprojekte innerhalb des Gäus

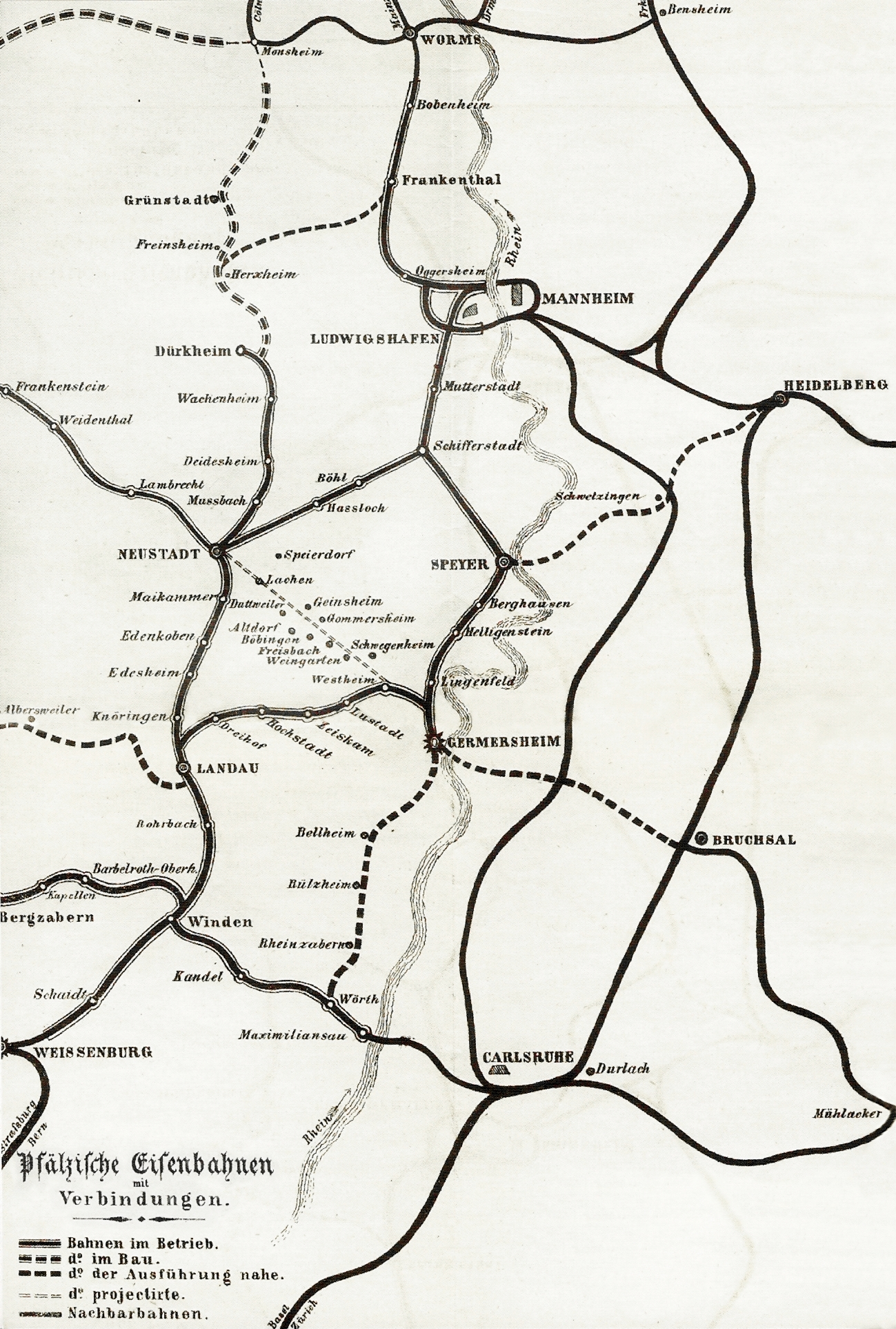
Vorderpfälzisches Streckennetz im Jahr 1873. Die damals projektierte Bahnstrecke von Neustadt nach Germersheim ist dort eingezeichnet

Bereits im Zuge des Baus der Pfälzischen Ludwigsbahn gab es Erwägungen, die Strecke über Speyer und von dort aus weiter nach Neustadt zu führen. Dies war jedoch am Widerstand des Landes Bayern gescheitert, zu dem die Pfalz damals gehörte. Im Jahr 1873 wurde eine Denkschrift verfasst, in der das Projekt einer Strecke von Neustadt nach Germersheim behandelt wurde. Die bayerische Regierung stand dem Projekt skeptisch gegenüber, da ihrer Meinung eine solche Strecke eine Konkurrenz zu den bestehenden Ost-West-Verbindungen innerhalb der Vorderpfalz dargestellt hätte. In Westheim sollte die geplante Bahn in die 1872 eröffnete Bahnstrecke Germersheim–Landau münden. 1888 forderte ein Komitee die Errichtung einer Strecke von Speyer über Harthausen, Schwegenheim, Weingarten, Gommersheim, Altdorf und Venningen bis nach Edenkoben. Ende 1891 scheiterten seine Bestrebungen, da die Pfälzischen Eisenbahnen einer solchen Strecke keinen wirtschaftlichen Betrieb attestierten. Wenig später existierte auf Initiative von Neustadt eine Konzession, nach der Lingenfeld den östlichen Endpunkt bilden sollte. Dies brachte jedoch die Stadt Speyer auf den Plan. Letzterer gelang es, die Neustadter davon zu überzeugen, eine Streckenführung zur Domstadt zu forcieren. Die Pfälzischen Eisenbahnen befürworteten ebenfalls eine solche Strecke in meterspuriger Ausführung.

### Bau und erste Jahre
1904 begann der Bau des Abschnitts Speyer−Geinsheim auf Rechnung der Pfälzischen Ludwigsbahn-Gesellschaft, welche seit 1870 zusammen mit der Gesellschaft der Pfälzischen Nordbahn und der Gesellschaft der Pfälzischen Maximiliansbahn die Verwaltungs- und Betriebsgesellschaft der Pfälzischen Eisenbahnen bildete. Um möglichst viele Ortschaften zu erschließen, wurde eine längere Linienführung durch das Gäu gewählt, als auf direktem Weg notwendig gewesen wäre. Während in den meisten Orten der Bau begrüßt wurde, gab es vereinzelt auch Widerstand, am heftigsten wohl in Dudenhofen. Grund war vornehmlich der Verlauf der Bahn durch in Privatbesitz befindliche Grundstücke und Äcker. Am 26. August 1905 wurde der Betrieb eröffnet. Anfangs waren auf der Nebenbahn drei Lokomotiven stationiert, ab 1907 vier. Obwohl die Strecke am Ort vorbeiführte, hatte Dudenhofen zunächst keinen Halt, nachdem die Gemeinde eine finanzielle Beteiligung ablehnte.
Die Errichtung der direkten Weiterführung der Strecke nach Neustadt folgte aufgrund der sich abzeichnenden Verstaatlichung des pfälzischen Eisenbahnnetzes bereits auf Kosten des bayerischen Staates. Sie verzögerte sich dadurch, dass es Probleme gab, eine geeignete Trassierung durch die Stadt zu finden und entsprechend mit dem dortigen Eisenbahnknotenpunkt zu verknüpfen. Am 31. Oktober 1908 wurde die Meterspurbahn bis Neustadt durchgebunden; dort endete sie an einem Lokalbahnhof, der östlich vom Hauptbahnhof am Bahnübergang an der Speyerdorfer Straße errichtet wurde. Am 1. Januar 1909 ging die Strecke wie alle pfälzischen Strecken in das Eigentum der Königlich Bayerischen Staats-Eisenbahnen über.
Die weite Entfernung zwischen dem Neustädter Haupt- und dem Lokalbahnhof, die einen längeren Fußweg erforderte, führte zu Planungen, wonach die Strecke auf Normalspur umgebaut werden sollte; andere sahen vor, die Strecke zu elektrifizieren und zum Hauptbahnhof zu verlängern. Letzteres scheiterte zum einen daran, dass bei einer entsprechenden Durchbindung die Maximiliansbahn hätte unterquert werden müssen, und zum anderen, dass der umfangreiche Güterverkehr hauptsächlich über Rollwagen abgewickelt werden musste, für den ein elektrischer Betrieb aufgrund eines notwendigen Sicherheitsabstandes eher hinderlich gewesen wäre. Der Bahnhof in Geinsheim wurde indes im Zuge der Verlängerung zum Zugkreuzungspunkt ausgebaut.
1919 erhielt auch Dudenhofen eine Haltestelle, allerdings nur eine 1921 fertiggestellte Wartehalle im Gegensatz zu den Bahnhöfen andernorts. Ab 1920 war die Deutsche Reichsbahn Betreiberin der Strecke. 1922 erfolgte die Eingliederung der Strecke in die neu gegründete Reichsbahndirektion Ludwigshafen, welche die Nachfolge der bisherigen Eisenbahndirektion antrat. Im Zuge der Auflösung der Ludwigshafener Direktion wurde zum 1. April 1937 die Direktion Mainz zuständig.

### Stilllegung
Nach dem Zweiten Weltkrieg unterstand die Bahnstrecke der Betriebsvereinigung der Südwestdeutschen Eisenbahnen (SWDE), die 1949 in die neu gegründete Deutsche Bundesbahn (DB) überging. Letztere gliederte die Strecke in die Bundesbahndirektion Mainz ein, der sie sämtliche Bahnlinien innerhalb des neu geschaffenen Bundeslandes Rheinland-Pfalz zuteilte. Sie war zuletzt im Kursbuch als Strecke 282a bezeichnet. Der Zugverkehr wurde zum Fahrplanwechsel am 3. Juni 1956 eingestellt, die Abschiedsfahrt fand am 2. Juni 1956 statt. Die lange Fahrtzeit von anderthalb Stunden sowie die ab 1952 parallel verkehrende Buslinie, deren Fahrzeiten deutlich geringer waren, machten die Bedienung der Strecke unrentabel. Die Stilllegung stieß auf großen Protest in der Bevölkerung.
Am 26. September des Jahres begann letztmals die Zuckerrübenkampagne der Strecke auf dem Abschnitt Neustadt–Harthausen, die bis zum Jahresende andauerte. Die Pfälzische Autobusgesellschaft in Neustadt sowie die Speyerer Firma Merl verfolgten zur selben Zeit Pläne, den Verkehr wieder aufzunehmen und dafür neue Triebwagen zu beschaffen. Dies scheiterte jedoch an dem von der DB geforderten Kaufpreis. Um weitere Proteste zu minimieren, wurde die Bahn ab Februar 1957 durch das Speyerer Unternehmen Rudolf Wohlfahrt sehr schnell abgebaut. Im selben Jahr kauften die Anliegergemeinden die Bahntrasse einschließlich der Bahngebäude zurück.

## Verkehr

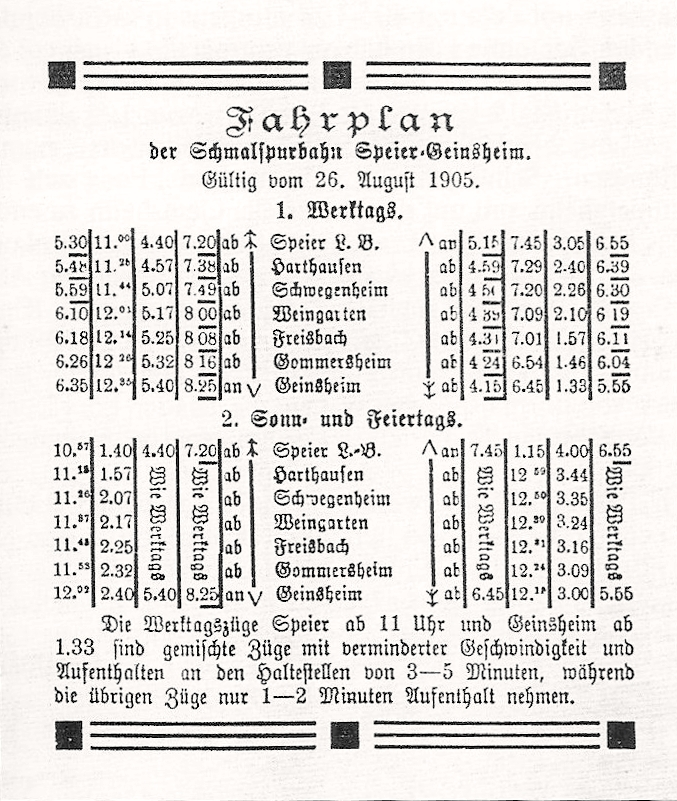
Eröffnungsfahrplan im Jahr 1905

### Personenverkehr
1905 verkehrten pro Tag vier Züge zwischen Speyer und Geinsheim pro Richtung. Der Fahrplan von 1918 wies insgesamt fünf Zugpaare auf.

### Güterverkehr
Im Güterverkehr diente die Strecke vor allem dem Transport von Dünger, Vieh und Landprodukten. Darüber hinaus besaß der Flugplatz Lachen-Speyerdorf einen Gleisanschluss.

## Fahrzeuge
Die ersten Lokomotiven waren drei zweiachsige Dampflokomotiven der Baureihe Pfälzische L 2, die zunächst die Namen GEINSHEIM, FREISBACH und WEINGARTEN und die Nummern XXV bis XXVII erhielten und zum Bahnbetriebswerk Neustadt gehörten. Nachdem ab 1920 die Deutsche Reichsbahn den Betrieb übernahm, wurde ihnen die Betriebsnummern 99 003 bis 99 005 zugeteilt.
1945 wurden diese Lokomotiven ausgemustert.
1916 kam eine weitere Lok XXX dazu. Ab 1931 bis zur Einstellung waren dann drei dreiachsige Lokomotiven der preußischen T 33 auf der Strecke im Einsatz.
Außerdem waren zeitweise mindestens drei Pfälzische L 1 und die letzten Jahre auch zwei pfälzische Pts 3/3 H auf dieser Strecke im Einsatz.
Für die pfälzischen Lokalbahnstrecken Mundenheim–Meckenheim und Neustadt–Speyer beschaffte die DB 1952 drei Schmalspurdiesellokomotiven der Baureihe V 29 bei der Lokomotivfabrik Jung, von denen die V 29 952 beim Streckenabbau zum Einsatz kam.

## Betriebsstellen

### Speyer Lokalbahnhof
Der Lokalbahnhof befand sich unmittelbar westlich des Hauptbahnhofs. Nach der Einstellung der Strecke wurden Teile seiner Gebäude von einer in Frankenthal ansässigen Spedition gepachtet. Nachdem in der Folgezeit zunächst der Güterschuppen verschwand, folgten Anfang der 1970er Jahre die restlichen Bauten.

### Dudenhofen
Der Bahnhof befand sich am nordöstlichen Ortsrand von Dudenhofen. Er wurde 1921 eröffnet. Die Baukosten für die Wartehalle betrugen insgesamt 59.565 Mark. Anfang 1973 wurde das Empfangsgebäude abgerissen.

### Harthausen

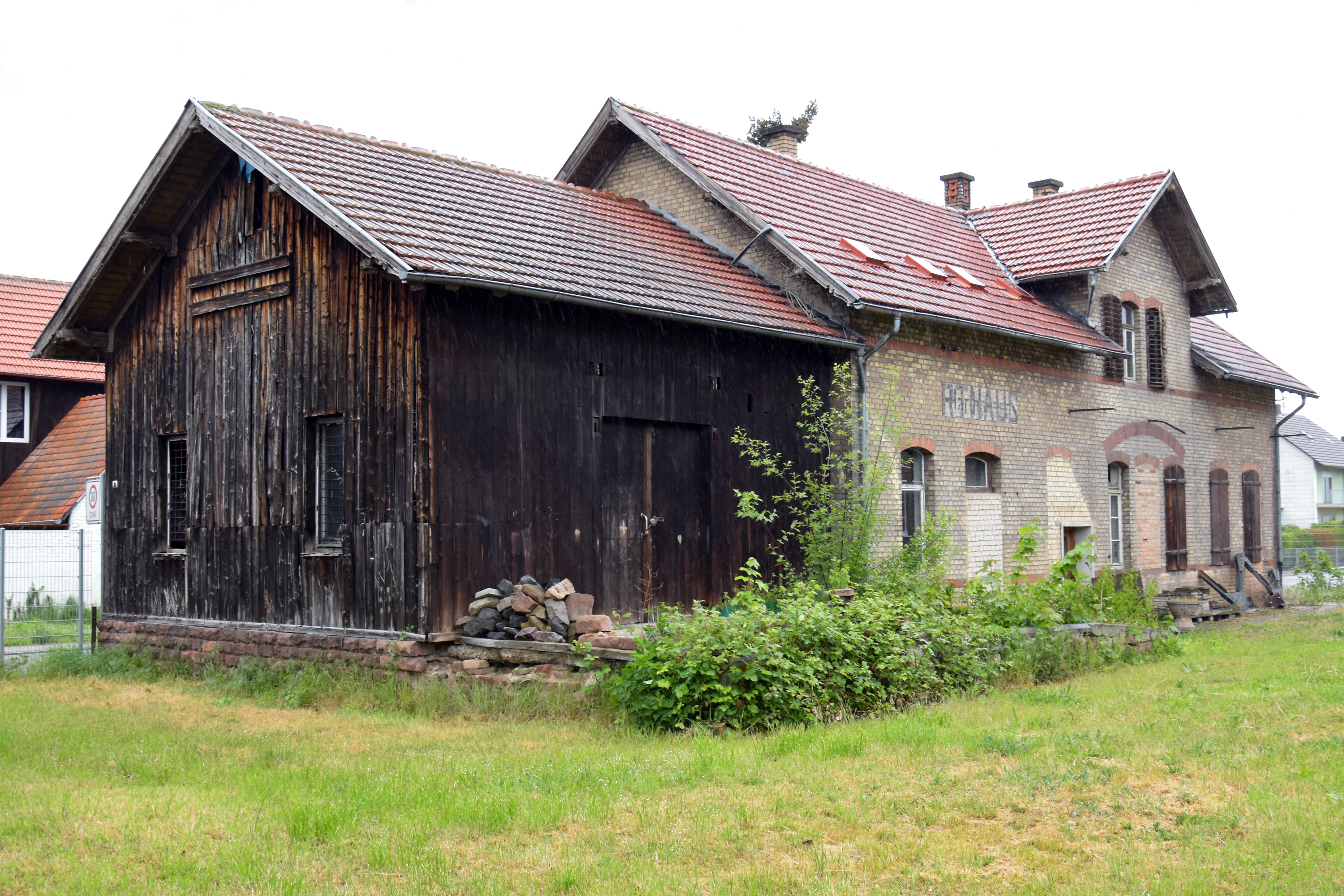
Ehemaliger Bahnhof Harthausen

Der Bahnhof befand sich am südlichen Rand von Harthausen an der örtlichen Bahnhofstraße.

### Schwegenheim

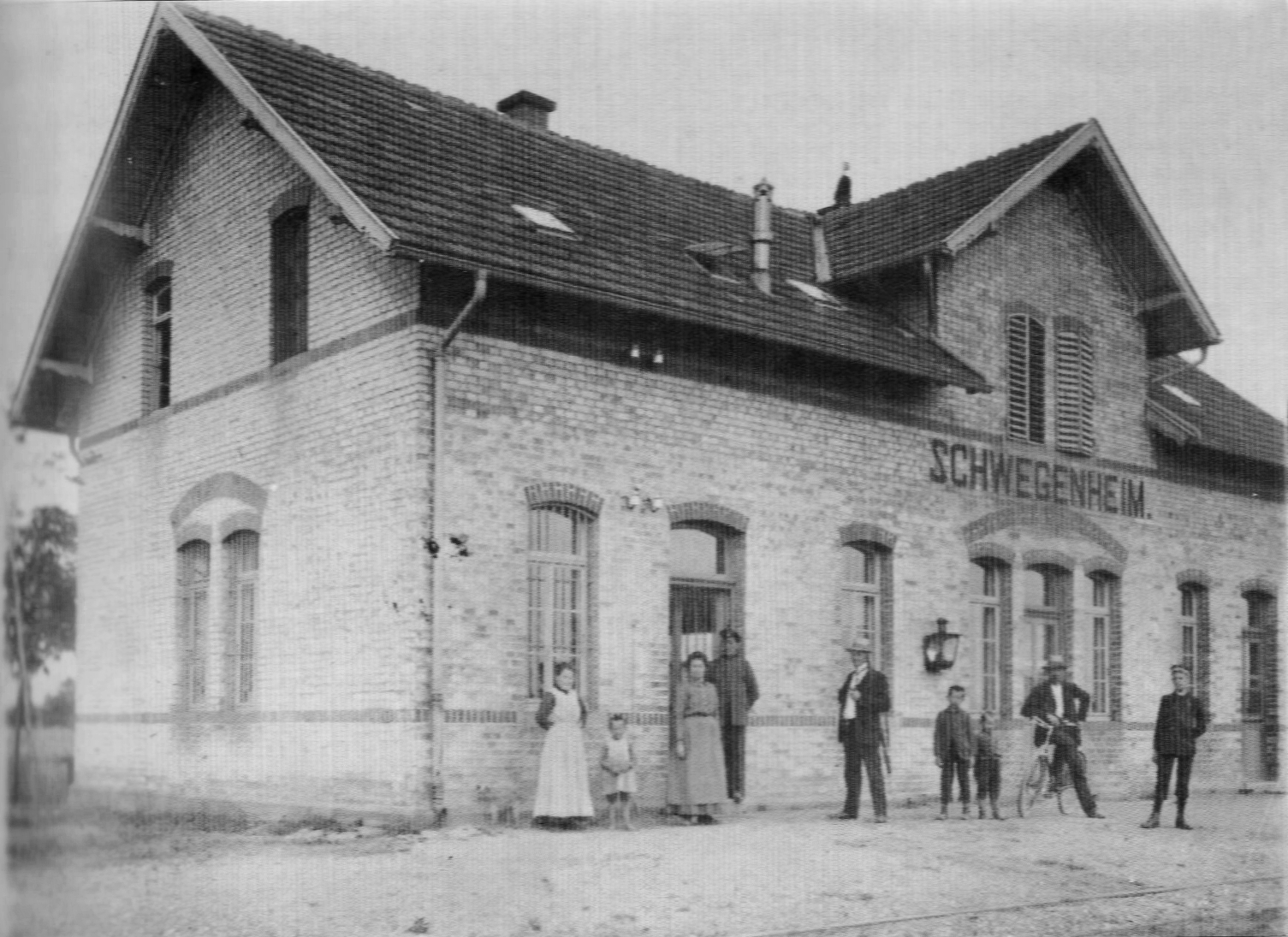
Bahnhof Schwegenheim im Jahr 1910

Der Bahnhof befand sich am nordöstlichen Rand von Schwegenheim, heute Bahnhofstraße 57.

### Weingarten

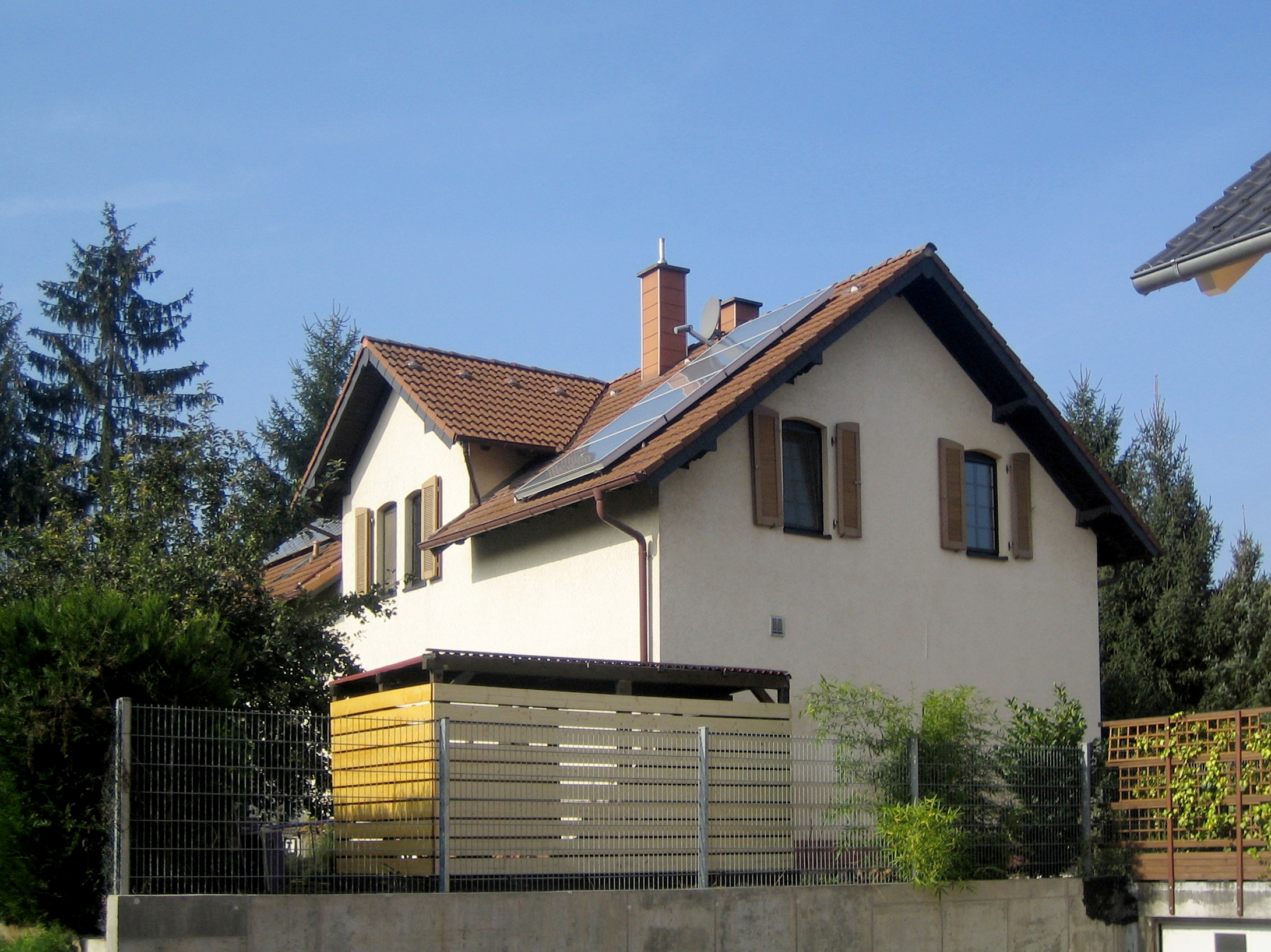
Ehemaliger Bahnhof Weingarten

Der Bahnhof befand sich am nordöstlichen Rand von Weingarten an der örtlichen Bahnhofstraße.

### Freisbach
Der Bahnhof befand sich am nordöstlichen Rand von Freisbach an der örtlichen Kirchstraße.

### Gommersheim
Der Bahnhof befand sich am westlichen Rand von Gommersheim an der örtlichen Kirchstraße.

### Geinsheim
Der Bahnhof befand sich am nördlichen Rand von Geinsheim an der örtlichen Böbinger Straße. Neben dem Empfangsgebäude besaß er einen Lokschuppen, einen Verladeplatz und einen Güterschuppen.

### Duttweiler
Der Bahnhof befand sich am nördlichen Rand von Duttweiler an der örtlichen Kreuzbergstraße.

### Lachen-Speyerdorf
Der Bahnhof befand sich zwischen den Teilorten Lachen und Speyerdorf, die zur Betriebszeit der Bahn baulich noch nicht zusammengewachsen waren. Zum 1. August 1947 wurde der Bahnhof zu einer Agentur heruntergestuft. Im September 1959 wurde das Empfangsgebäude abgerissen. 2020 wurden im Rahmen von Bauarbeiten die Fundamente des ehemaligen Bahnhofs ausgegraben.

### Neustadt Lokalbahnhof
Der Bahnhof befand sich im Gegensatz zu seinem Pendant in Speyer weit außerhalb des damaligen Siedlungsgebiet zu Neustadt und vom normalspurigen Hauptbahnhof an der heutigen Speyerdorfer Straße. Er verfügte über ein Verwaltungsgebäude, das zugleich als Wohnhaus diente, ein Maschinenhaus, ein Stationsgebäude sowie über einen Güterschuppen. Er besaß insgesamt sechs Gleise, von denen zwei zur Verladung normalspuriger Güterwagen an entsprechende Gleise grenzten. Hinzu kam noch ein Lokschuppen.

## Unfälle

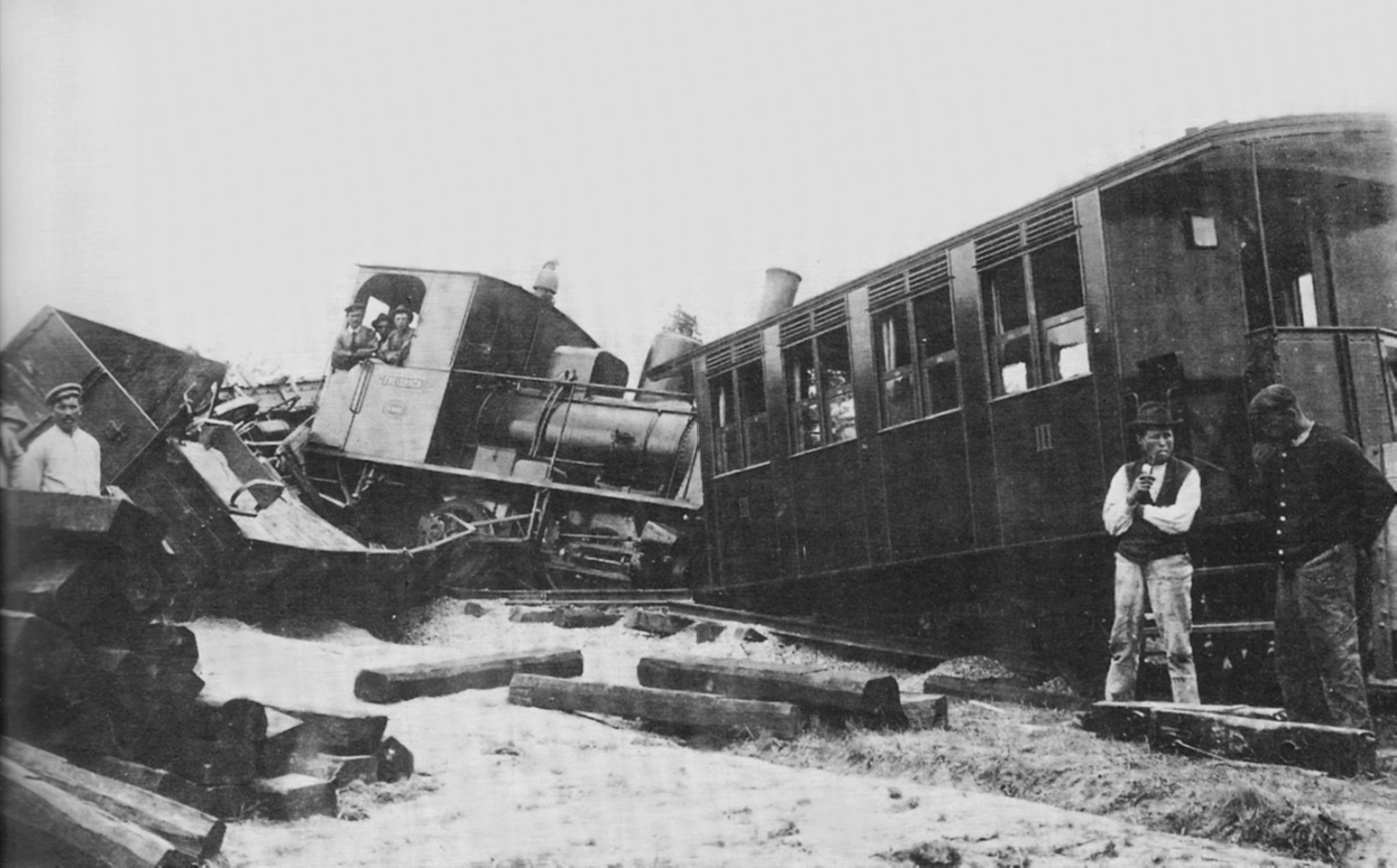
Unfall von 1905

Im Lauf ihrer rund 50-jährigen Geschichte ereigneten sich an der Bahnstrecke mehrere Unfälle:
- Am 25. Mai 1905 und somit während der Bauphase der Strecke entgleiste ein Materialzug bei Schwegenheim. Der Wagenführer wurde dabei getötet, ein Arbeiter erlitt einen Armbruch.[36]
- Am 12. September 1919 entgleiste ein in Speyer beginnender Zug zwischen Harthausen und Dudenhofen. Die Lokomotive stürzte dabei in einen nahen Bach. Unter den Fahrgästen gab es einige Verletzte.[37]
- Am 15. November erreichte eine etwa 20-jährige Frau mit Verspätung den Bahnhof Geinsheim. Während der Zug abfuhr, erreichte sie das Trittbrett und fuhr so zunächst mit. Aufgrund des Schneefalls rutschte sie jedoch aus und geriet unter den Zug. Dieser trennte ihre Beine ab und zerquetschte ihren Arm. Sie starb schließlich.[38]
- Am 15. Dezember 1922 befand sich ein Arbeiter der Bahnmeisterei in Speyer auf dem Weg vom Lokal- zum Hauptbahnhof. Dabei musste er ein Rangiergleis zwischen den beiden Bahnhöfen überqueren. Da er Holz auf seiner Schulter trug, übersah er eine fahrende Rangierlokomotive. Diese erfasste ihn; er starb sofort.[39]
- Am 27. September 1928 geriet ein Fuhrwerk auf Höhe des Branchweilerhofs von der parallel zur Strecke verlaufenden Landstraße auf die Gleise ab und wurde von einem Zug der Relation Geinsheim–Neustadt erfasst. Das Fuhrwerk selbst wurde in Mitleidenschaft gezogen, an der Lokomotive entstand ein leichter Sachschaden.[40]
- Am 21. April 1934 ereignete sich bei Freisbach ein Schienenbruch, in dessen Folge die Lokomotive entgleiste und umfiel. Sie und einige Waggons wurden in Mitleidenschaft gezogen.[41]
- Am 13. Januar 1953 wurde an einer unbeschrankten Kreuzung zwischen Bahnstrecke und Bundesstraße bei Lachen ein 17-jähriger Bauer von einem Zug erfasst. Er war sofort tot.[42]

## Relikte

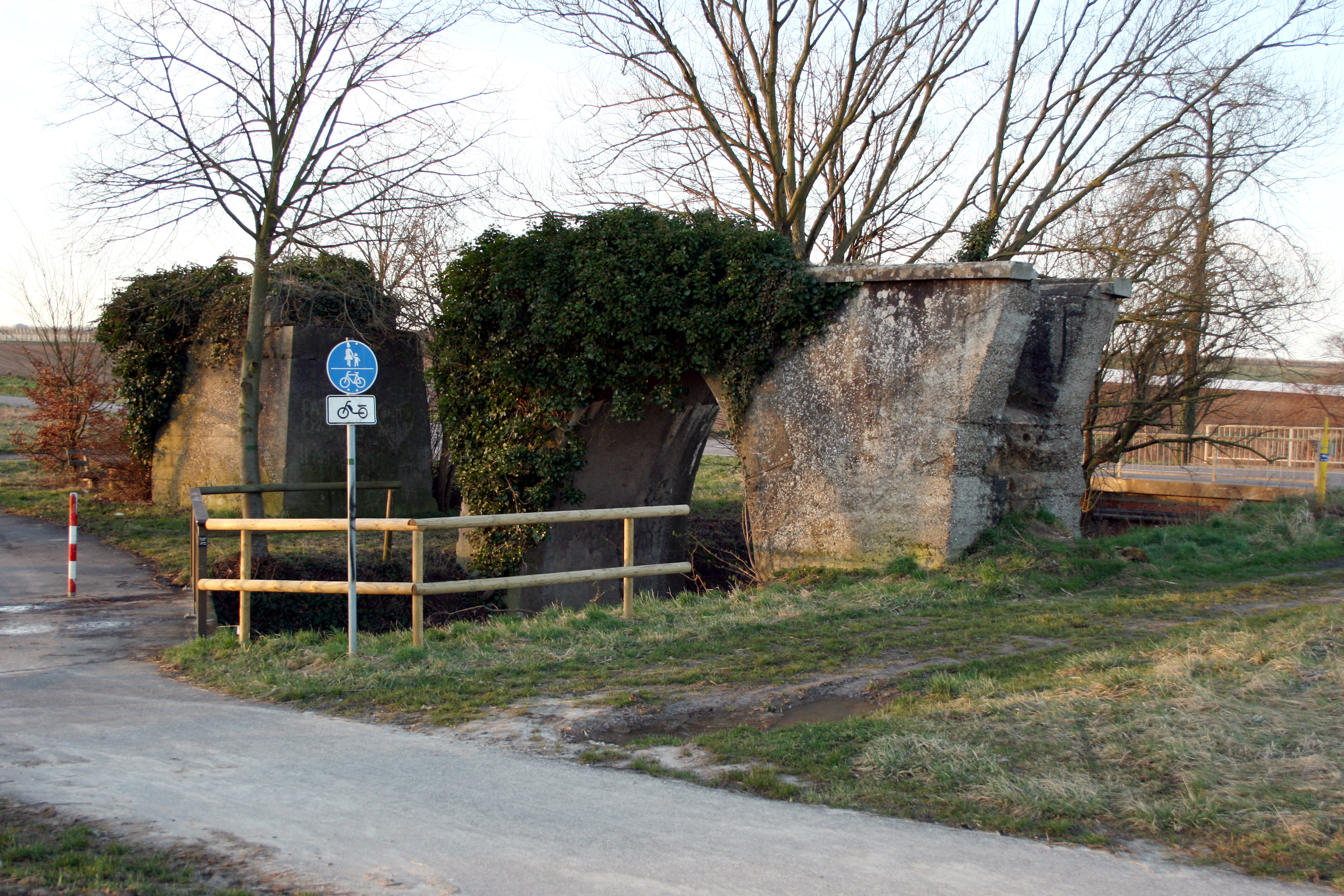
Viadukt-Überrest bei Freisbach im Landkreis Germersheim

Heute sind vereinzelt Spuren in der Landschaft zu entdecken. Am markantesten ist dabei der Rest eines Viaduktes zwischen Freisbach und Weingarten (Pfalz), der unter Denkmalschutz steht. Dort befindet sich eine entsprechende Hinweistafel. Die Bahnhofsgebäude von Duttweiler, Geinsheim, Gommersheim, Freisbach, Weingarten, Schwegenheim und Harthausen sind noch vorhanden und dienen als Wohnhäuser. Insgesamt 6,2 Kilometer der früheren Bahntrasse wurden in Rad- und Wanderwege integriert.